# Théâtre Turreno
Le Théâtre Turreno (en italien  Teatro Turreno) est un ancien théâtre de Pérouse, ayant aussi fait office de salle de cinéma.

## Histoire et description
Le théâtre Turreno est un édifice situé Piazza Danti dans le centre historique de Pérouse. Il a été réalisé en 1890-1891 d'après un dessin de l'architecte Alessandro Arienti à l'endroit où en 1879 avait déjà été construit un premier amphithéâtre en bois.  Le théâtre ouvre le 18 juin 1891.
Le nom « Turreno » provient du nom de Pérouse à l'époque médiévale Turrena par le nombreuses tours qu'elle comportait.
En 1896, l'endroit accueillit la première projection cinématographique de Pérouse. En 1953, le théâtre est transformé en « ciné-théâtre » d'après le projet de l'architecte Pietro Frenguelli, portant sa capacité à 2 000 places.
Le théâtre est à nouveau restructuré en 1990, ramenant sa capacité à 1 200 places et créant la salle de la Turrenetta. Le théâtre ferme en janvier 2010. En juin 2013, divers projets se télescopent afin de redonner vie à l'édifice,.